# Limnophila fuscovaria
Limnophila fuscovaria är en tvåvingeart som beskrevs av Osten Sacken 1860. Limnophila fuscovaria ingår i släktet Limnophila och familjen småharkrankar. Inga underarter finns listade i Catalogue of Life.